# Onoclea capensis
Onoclea capensis là một loài dương xỉ trong họ Onocleaceae. Loài này được Thunb. mô tả khoa học đầu tiên năm 1800.
Danh pháp khoa học của loài này chưa được làm sáng tỏ. 